# Iván Gutiérrez
José Iván Gutiérrez Palacios (Hinojedo, Suances, Cantabria, 27 de noviembre de 1978), más conocido como Iván Gutiérrez, es un exciclista profesional español.
Es el hermano mayor del que también fuera ciclista profesional David Gutiérrez Palacios.

## Biografía
Es un corredor que destaca en la prueba contrarreloj, y que debutó como profesional en el año 2000 con el equipo ONCE-Eroski. Tras su paso por el equipo amarillo paso a las filas del Banesto, equipo en el que permanece bajo su denominación actual Movistar.
Participó en las pruebas de fondo en carretera y en la de contrarreloj de los Juegos Olímpicos de 2004 celebrados en Atenas.
Después de proclamarse campeón de la general del Tour del Mediterráneo de 2007, en la 2ª etapa de la Tirreno-Adriático sufrió una dolorosa caída que lo mantuvo varias semanas lesionado.
En 2010, consigue el campeonato de España en ruta, gracias al monopolio del su equipo el Caisse d'Epargne. Días antes había conseguido quedar segundo en el nacional de contrarreloj, sólo superado por su compañero de equipo, Luis León Sánchez. En el Tour de Francia 2010 fue protagonista en varias etapas, consiguiendo estar en varias escapadas rozando el triunfo, aunque siendo siempre neutralizado por el pelotón.
El 20 de diciembre de 2014 anunció su retirada del ciclismo tras quince temporadas como profesional y con 36 años de edad.
En 2016 comenzó una colaboración con el Racing de Santander, equipo de su región.
En enero de 2017, habló sobre los problemas que le llevaron a abandonar el ciclismo y como entró en una profunda depresión. "El ciclismo es un deporte muy difícil, con mucho estrés, y hubo un momento en que sentí que algo no estaba funcionando. Me retiré del Tour de ese año (2013) debido a un colapso mental, un estado de pánico. En los Pirineos, me bajé de la bici, sólo quería desaparecer de la carrera".

## Palmarés
| 1999 - Campeonato Mundial Contrarreloj sub-23 2000 - Campeonato de España Contrarreloj 2001 - 1 etapa del G. P. Cortez - Campeonato de España en Ruta - Gran Premio CTT Correios de Portugal 2002 - 1 etapa de la Vuelta a Burgos - Gran Premio de Llodio 2003 - Giro de Emilia - Escalada a Montjuic, más 2 etapas 2004 - 1 etapa de la Vuelta a Murcia - 1 etapa de la Vuelta a Castilla y León - Campeonato de España Contrarreloj 2005 - Clásica de Almería - Campeonato de España Contrarreloj - 2.º en el Campeonato Mundial Contrarreloj | 2006 - 1 etapa del Tour del Mediterráneo - Vuelta a Murcia, más 1 etapa - 2 etapas de la Vuelta a Burgos 2007 - Tour del Mediterráneo - Campeonato de España Contrarreloj - Eneco Tour 2008 - 1 etapa de la Vuelta a la Comunidad Valenciana - 3.º en el Campeonato de España Contrarreloj - Eneco Tour, más 1 etapa 2009 - 1 etapa del Tour del Mediterráneo 2010 - 2.º en el Campeonato de España Contrarreloj - Campeonato de España en Ruta 2011 - 3.º en el Campeonato de España Contrarreloj |

## Resultados en grandes vueltas y campeonatos del mundo
Durante su carrera deportiva consiguió los siguientes puestos en las Grandes Vueltas y en los Campeonatos del Mundo en carretera:
| Carrera              | Carrera              | 2000 | 2001 | 2002  | 2003 | 2004 | 2005 | 2006 | 2007 | 2008 | 2009 | 2010 | 2011  | 2012 | 2013  | 2014 |
| -------------------- | -------------------- | ---- | ---- | ----- | ---- | ---- | ---- | ---- | ---- | ---- | ---- | ---- | ----- | ---- | ----- | ---- |
|                      | Giro de Italia       | —    | —    | —     | —    | —    | —    | 24.º | —    | —    | —    | —    | —     | —    | —     | —    |
|                      | Tour de Francia      | Ab.  | 64.º | —     | —    | 51.º | —    | —    | 22.º | 54.º | 71.º | 48.º | 102.º | Ab.  | Ab.   | —    |
|                      | Vuelta a España      | —    | —    | 100.º | —    | —    | Ab.  | —    | —    | —    | —    | —    | —     | —    | 119.º | —    |
| Mundial en Ruta      | Mundial en Ruta      | —    | —    | —     | —    | Ab.  | —    | —    | —    | —    | —    | —    | —     | —    | —     | —    |
| Mundial Contrarreloj | Mundial Contrarreloj | —    | —    | —     | —    | 9.º  | 2.º  | 14.º | 7.º  | 16.º | 35.º | 17.º | —     | —    | —     | —    |

—: no participa

Ab.: abandono

## Equipos
- ONCE-Eroski (2000-2001)
- Banesto/Illes Balears/Caisse d'Epargne/Movistar (2002-2014)
  - iBanesto.com (2002-2003)
  - Illes Balears (2004-2006)
  - Caisse d'Epargne (2007-2010)
  - Movistar Team (2011-2014)